# Bécasseau de Baird
Calidris bairdii
Espèce
Statut de conservation UICN

 LC  : Préoccupation mineure
Le Bécasseau de Baird (Calidris bairdii) est une espèce d'assez petits oiseaux limicoles de la famille des Scolopacidae.

## Répartition
Le Bécasseau de Baird niche dans l’extrême est de la Sibérie, en Alaska, dans le nord du Canada et du Groenland. Il est accidentel en Afrique et en Europe occidentale.

## Source
- Taylor D. (2006) Guide des limicoles d'Europe, d'Asie et d'Amérique du Nord. Delachaux & Niestlé, Paris, 224 p.